# Gerrit Willem Ovink
Gerrit Willem Ovink (Leiden, 22 oktober 1912 − Amsterdam, 4 februari 1984) was een Nederlands hoogleraar boekgeschiedenis.

## Biografie
Ovink was een zoon van prof. dr. Bernard Jan Hendrik Ovink (1862-1944), hoogleraar wijsbegeerte te Utrecht, en Anna Henriette Geziena Koning (1870-1968). Hij trouwde met Yda Deliana van Niekerk van Breda (1916-1990) met wie hij verscheidene kinderen kreeg. Hij studeerde af in de psychologie in 1936 aan de Universiteit Utrecht, met als bijvakken kunstgeschiedenis en filosofie. Hij promoveerde daar cum laude op 7 juli 1938 op Legibility, atmosphere-value and forms of printing types. 
Al in 1937 had hij gepubliceerd over het drukkersvak, namelijk het artikel 'Hebben wij nog nieuwe lettertypen nodig?' in het Drukkersweekblad. Daarna vestigde hij zich als zelfstandig adviseur voor typografie en reclamedrukwerk. Na de Tweede Wereldoorlog werd hij esthetisch adviseur van de N.V. Lettergieterij 'Amsterdam' v/h N. Tetterode. In al die tijd bleef hij publiceren, met name in tijdschriften, over het drukkersvak en letters, onder andere over letterontwerper S.H. de Roos. Hij gaf voorts les aan de Amsterdamsche Grafische School. In 1951 publiceerde hij de geschiedenis van zijn bedrijf. 
Per 3 april 1956 werd hij aan de Universiteit van Amsterdam benoemd tot bijzonder hoogleraar Wetenschap van de geschiedenis en de esthetiek van de drukkunst en de daarmede samenhangende grafische technieken, vanwege de Dr. P.A. Tiele-Stichting. Op 14 mei 1956 hield hij zijn inaugurele rede onder de titel Schoonheid. Toeleg of toegift? Hij bekleedde dit ambt tot aan zijn benoeming per 31 mei 1968 tot buitengewoon hoogleraar Wetenschap van de geschiedenis en de esthetiek van de drukkunst en de daarmede samenhangende grafische technieken. Tussen 1962 en 1969 werkte hij samen met Dick Dooijes aan het letterontwerp Lectura. In 1969 was hij een van de initiatiefnemers van het Engelstalige tijdschrift  Quaerendo, waarin hij vervolgens ook zelf geregeld publiceerde. Voorts zorgde hij dat de bibliotheek van Tetterode werd ondergebracht in zijn universiteit. 
Op 1 september 1982 ging hij met emeritaat en hij hield zijn afscheidsrede De hachelijkheid van toekomstspeculaties over het gedrukte woord op 5 november van datzelfde jaar; bij die laatste gelegenheid kreeg hij het speciaal door Cees van Dijk gedrukte Dit is de ruimte waarin ik wil klinken van Hendrik Marsman  aangeboden. In 1983 kreeg hij in Mainz de Gutenbergprijs. Prof. dr. G.W. Ovink overleed in 1984 op 71-jarige leeftijd.